# Mosfellsbær (gmina)
Mosfellsbær – gmina w południowo-zachodniej Islandii, położona na północny wschód od stolicy kraju Reykjavíku. Rozciąga się od zatoki Leiruvogur na zachodzie (część zatoki Kollafjörður, wchodzącej w skład Zatoki Faxa) i rzeki Leiruvogsá na północy aż po rozległe płaskowyże w południowej i wschodniej części gminy (m.in. płaskowyż Mosfellsheiði osiągający 300–400 m n.p.m.). Najwyższym szczytem jest położony w środkowej części gminy masyw górski Grímansfell (482 m n.p.m.). Gmina wchodzi w skład regionu stołecznego Höfuðborgarsvæðið.

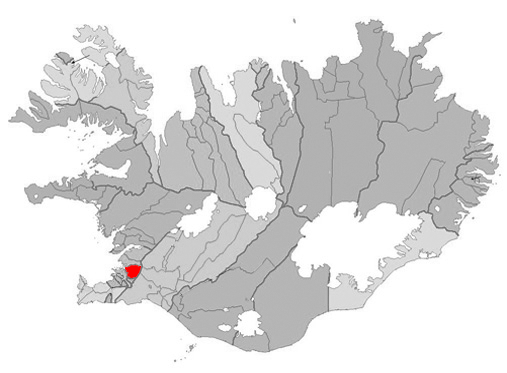
Położenie gminy Mosfellsbær na mapie administracyjnej kraju

Na początku 2018 roku zamieszkiwało ją 10556 osób, z tego większość w głównej miejscowości gminy Mosfellsbær (10225 mieszk.). Drugą, zdecydowanie mniejszą miejscowością, jest osada w dolinie Mosfellsdalur (224 mieszk.). W ciągu ostatnich 20 lat gmina zwiększyła dwukrotnie liczbę ludności.
W sąsiedztwie Mosfellsdalur znajduje się Gljúfrasteinn, muzeum poświęcone islandzkiemu pisarzowi i nobliście Halldórowi Laxnessowi, który mieszkał w tym miejscu.